# Établissement de paiement
 (aout 2021).
Un établissement de paiement est une entité juridique autorisée dans le cadre de la Directive sur les services de paiement à fournir des services de paiement.

## Histoire
Ces entités sont autorisées dans le cadre de la suppression du monopole qui limitait la fourniture des services de paiement aux établissements de crédit. Elles participent à la libéralisation de la vente (ou distribution) des produits et des services bancaires, incluant des cartes de paiement pouvant être de type carte privative (carte Neosurf ou UKash utilisable sur certains sites internet par exemple), carte bancaire internationale prépayée (Transcash, Neteller, PCS...), carte bancaire internationale de débit (Compte Nickel, Revolut, N26...).
La directive sur les services de paiement permet aux établissements de paiement d’exercer leur métier avec des contraintes (fonds propres, capital, etc.) inférieures à celles des établissements de crédit.
En 2010, les premiers établissements de paiement sont autorisés par l’Autorité de contrôle prudentiel et de résolution (ACPR), entité de supervision nationale placée sous l’égide de la Banque de France.
Les premiers acteurs autorisés sont la société Afone, la société Aqoba. Ces nouveaux entrants créent l’Association française des établissements de paiement et de monnaie électronique (AFEPAME) pour les représenter auprès des pouvoirs publics. Son président actuel est Michaël Piccioloni.
Juridiquement, ces établissements de paiement sont soumis au cadre juridique de la commercialisation bancaire, posé par le Code monétaire et financier, qui instaure le droit de la distribution bancaire.
Toute société européenne possédant un agrément d'établissement de paiement délivré par l'organe régulateur d'un pays membre de l'Union européenne est capable de transposer cet agrément sur demande à l'ensemble des pays membres. Nous retrouvons donc en France un certain nombre d'établissements de paiements habilités à exercer, mais ne possédant pas l'agrément délivré par l’ACPR. Il existe plusieurs exemples de "passeport européen" de l'agrément d'établissement de paiement. Dans le domaine du change et des paiements internationaux, on retrouve Ebury, établissement de paiement britannique habilité à exercer en France. La Banque de France publie annuellement une liste des Établissements de Paiement habilités à exercer en France.

## Services de paiement
Les services de paiement sont catégorisés :
1. les services permettant le versement d'espèces sur un compte et les opérations de gestion d'un compte
2. les services permettant le retrait d'espèces sur un compte et les opérations de gestion d'un compte
3. l'exécution des opérations de paiement suivantes associées à un compte
4. l'exécution des opérations de paiement suivantes associées à une ouverture de crédit
5. l'émission d'instruments de paiement et/ou l'acquisition d'ordres de paiement
6. les services de transmission de fonds
7. exécution opération paiement/consentement du payeur donné par télécommunication numérique ou informatique et paiement adressé à l'opérateur
8. autres activités commerciales

## Établissements de paiement agréés en France
En novembre 2013, 19 établissements (Ils étaient 14 en avril 2012) sont agréés en France, 122 établissements sont des établissements de paiement de l’espace économique européen exerçant en France.
| Etablissements de paiement agréés en France               | Siège social                      | Services de paiement |
| --------------------------------------------------------- | --------------------------------- | -------------------- |
| ADP Gestion des paiements                                 | Nanterre (Hauts-de-Seine)         | 3                    |
| Afone Paiement                                            | Angers (Maine-et-Loire)           | 3, 5                 |
| Allopass                                                  | Paris 2e                          | 3, 5                 |
| Aqoba EP                                                  | Paris 14e                         | 2, 3, 5              |
| BNC SA                                                    | Fort-de-France (Martinique)       | 6                    |
| Buyster                                                   | Paris 2e                          | 3, 5                 |
| Cards Off                                                 | Paris 9e                          | 3                    |
| Compagnie de l'Arc Atlantique (C2A)                       | Bidart (Pyrénées-Atlantiques)     | 2, 3, 5              |
| Fiduciaire de distribution internationale - F.D.I. France | La Motte Servolex (Savoie)        | 3, 5                 |
| Financière des paiements électroniques (Compte-Nickel)    | Charenton-Le-Pont (Île-de-France) | 1, 2, 3, 5, 6        |
| Fintch (Skynet) via T                                     | Paris                             |                      |
| MoneyGlobe                                                | Saint-Ouen (Seine-Saint-Denis)    | 6                    |
| Dalenys Payment                                           | Levallois-Perret (Hauts-de-Seine) | 3, 5                 |
| PayTop                                                    | Vélizy-Villacoublay (Yvelines)    | 2, 5, 6              |
| Slimpay                                                   | Paris 8e                          | 3                    |
| Tempo France                                              | Paris 9e                          | 6                    |